# 체비지
체비지(替費地)란 토지 구획 정리 사업의 시행자가 그 사업에 필요한 재원을 확보하기 위하여 환지(換地) 계획에서 제외하여 유보한 땅이다.